# Losteiner Leonárd
Loesteiner Leonárd (Kolozsvár, 1744 – Csíksomlyó, 1826. május 17.) OFM ferences szerzetes, erdélyi magyar történész, a csíksomlyói kegytemplom és kolostor, a rendtartomány megbízott kronológusa, a Csíksomlyói Római Katolikus Gimnázium tanára.

## Élete
1761. szeptember 1-én lépett a rendbe, 1768. március 25-én pappá szentelték. 1770–71-ben Kapjonban, Dés filiáján lelkész és Haller Antal gróf káplánja, 1771–90 között Kolozsvárott lektor, 1792-ben Széken, 1795-ben Medgyesen, 1796–1800 között Mikházán házfőnök, 1801–1804 között definitor, 1802–26 között Csíksomlyón élt mint rendi történetíró. A csíksomlyói kegytemplom építésének legfőbb mozgatója volt. Utolsó éveiben megvakult.

## Művei
1777-ben két óriási kéziratban elkészítette Chronologia topographico-geographica provinciae Transilvaniae et Siculiae című művét, amelyben Csík és környéke földrajzát, valamint történelmét írja le. 1786 és 1789 között írta meg munkáját Theatrum Orbis Christiani Hungarico-Transilvanicum in tres aetates címmel. Művei nagyon fontos forrásadatok és -munkák a csíksomlyói kegytemplom és kolostort, valamint a Csíksomlyói Római Katolikus Gimnáziumot kutatók számára.
- "Istennek kincses tárháza...". P. Losteiner Leonárd ferences kézirata Szűz Mária csíksomlyói kegyszobráról; sajtó alá rend., tan. Mohay Tamás; Csíksomlyói Ferences Kolostor–Szt. István Társulat, Csíksomlyó–Bp., 2015